# Kukesburg
Die Kukesburg ist eine ehemalige Wallburg auf einem westlichen Ausläufer des Höhenzuges Nesselberg, zwischen dem Springer Ortsteil Altenhagen I und dem Coppenbrügger Gemeindeteil Brünnighausen.
Die Anlage entstand in unterschiedlichen Abschnitten, wobei die älteste Bauphase im 3. Jahrhundert v. Chr. vermutet wird. Sie war nie dauerhaft bewohnt, sondern diente der Bevölkerung in Kriegszeiten als Fliehburg.

## Name
Der Name der 1007 erstmals urkundlich erwähnten Kukesburg bezieht sich auf den Begriff Kukswall, was Grenzwall bedeutet. Die Anlage lag an der Grenze der sächsischen Stämme der Engern und der Ostfalen. Später, in mittelalterlicher Zeit, verlief hier die Grenze zwischen den Bistümern Minden und Hildesheim. Der Volksmund nannte die Kukesburg auch Hünenburg, da einer Sage zufolge in ihr Hünen gehaust haben.

## Aufbau und Entstehungszeit

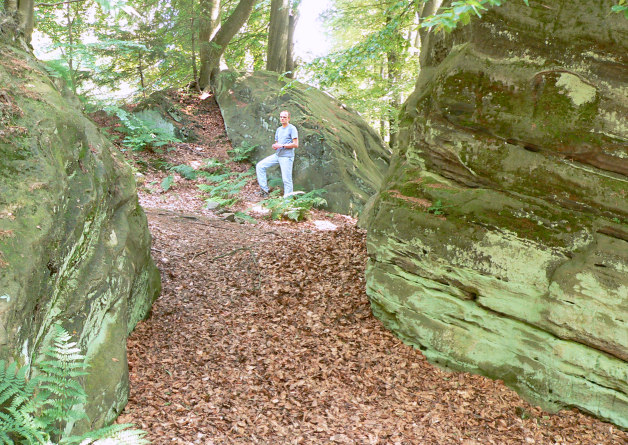
Früherer Zugang zwischen Felsen mit (nicht mehr vorhandenem) Holztor

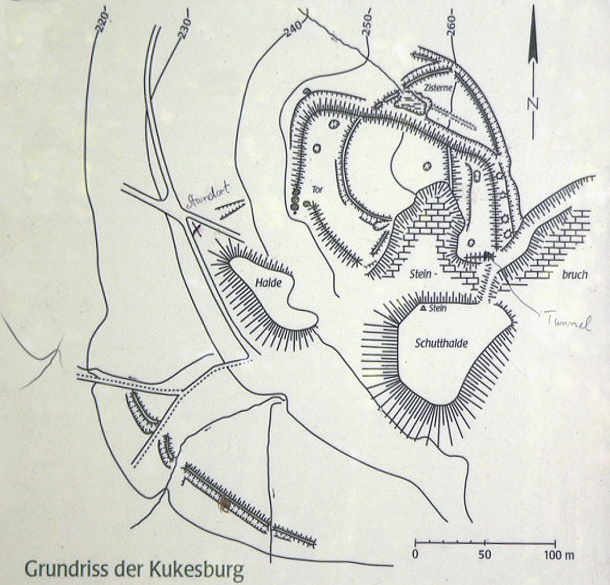
Lageplan von Kukesburg und Steinbruch

Die Befestigungsanlage entstand in mehreren Bauperioden. Die dabei errichteten Wälle überlagern sich teilweise gegenseitig. In der ältesten frühgeschichtlichen Bauphase gab es einen ovalen Befestigungsring, bestehend aus Wall und Graben. Die Entstehungszeit wird in der Zeit des 3. Jahrhunderts v. Chr. vermutet.
Der jüngere Teil der Anlage wurde aus einer Mauer-Erdwallkonstruktion gebildet. Dabei diente als äußerer Schutz eine etwa 2 m hohe und rund 1,5 m starke Steinmauer. Nach innen war ein Wall aus Erde angeschüttet. Dadurch wurde eine Fläche von 150 × 100 m umschlossen. Die Anlage war von einem Spitzgraben umgeben. Die Mauerreste sind inzwischen größtenteils von Erde überdeckt. Die Bauherren bezogen geschickt eine Felsengruppe in die Befestigungsanlage ein. Zwischen vier großen Steinblöcken wurde das Burgtor eingesetzt. Davon zeugen bearbeitete Löcher im Gestein, die die Holzkonstruktion des Tores aufnahmen. Die Entstehungszeit dieses Bereichs wird im 9. und 10. Jahrhundert vermutet. Zu dieser Zeit gehörte sie zu einer Gruppe ähnlicher Anlagen der Gegend.

## Erforschung
Die Kukesburg ist archäologisch noch nicht untersucht worden. 1883 wurde sie erstmals aufgemessen durch den Generalmajor a. D. August von Oppermann und beschrieben in der "Aufnahme der ur- und frühgeschichtlichen Wallanlagen in Niedersachsen". 1888 wurde die Wehranlage in den "Atlas vorgeschichtlicher Befestigungen in Niedersachsen" aufgenommen, den der Archäologe Carl Schuchhardt später weiterführte.

## Sandsteinabbau
Ein Teil der historischen Anlage wurde zerstört, als sich Ende des 19. bis Anfang des 20. Jahrhunderts ein Steinbruch zum Abbau des Deister-Sandsteins in den Burgbereich hineinfraß. Aus dieser Zeit stammt auch ein unterirdischer Gang, der unter dem östlichen Burgwall hindurchführt und den dort direkt an den Burgbereich angrenzenden „Weißen Bruch“ mit den Abbaustellen im Burgbereich verbindet.
Die im Bereich des Nesselberges vorhandenen hellfarbigen Sandsteinbänke sind von höchster Qualität, auch wegen ihrer Mächtigkeit von bis zu 10 m. Die hier abgebauten Steinblöcke wurden zusammen mit Material aus Obernkirchen und den Deistersteinbrüchen für Gebäude wie das Neue Rathaus, das Opernhaus und das Landesmuseum in Hannover sowie das Reichstagsgebäude in Berlin verwendet.

## Ähnliche Befestigungsanlagen der näheren Umgebung
- In der Ebene:
  - Isenburg bei Barsinghausen-Landringhausen
  - Düsselburg bei Rehburg
  - Lüningsburg bei Neustadt am Rübenberge

- In der Höhe:
  - Sachsenwall bei Nordstemmen
  - Heisterburg bei Lauenau-Feggendorf
  - Wirkesburg bei Lauenau-Feggendorf
  - Barenburg bei Eldagsen
  - Heisterschlösschen bei Beckedorf
  - Bennigser Burg bei Bredenbeck-Steinkrug

Befestigungswerke dieser Art wurden von der archäologischen Forschung ursprünglich als sächsisch oder als Heinrichsburgen angesehen. Die neuere Forschung ordnet die Bauwerke im Raum der Mittelweser und der Leine dagegen einer Zeitspanne vom 8. bis zum 12. Jahrhundert zu. Wegen fehlender Besiedlung dürften die Anlagen nur sporadisch genutzt worden sein und als Fliehburgen gedient haben. Bei den im Deisterraum gelegenen Anlagen (Wirkesburg, Bennigser Burg, Heisterschlösschen) ist typisch, dass sie auf abfallenden Bergrücken und in der Nähe eines Bachlaufs errichtet wurden.